# Grand Prix automobile de Hongrie 2008
GP précédent GP suivant
Le Grand Prix automobile de Hongrie 2008 (Formula 1 ING Magyar Nagydíj 2008), disputé sur le Hungaroring le 3 août 2008, est la 796e épreuve du championnat du monde de Formule 1 courue depuis 1950 et la onzième manche du championnat 2008.

## Essais libres

### Vendredi matin
| Pos | Pilote            | Écurie           | Chrono         | Écart   |
| --- | ----------------- | ---------------- | -------------- | ------- |
| 1   | Felipe Massa      | Ferrari          | 1 min 20 s 981 |         |
| 2   | Kimi Räikkönen    | Ferrari          | 1 min 21 s 345 | 0 s 364 |
| 3   | Heikki Kovalainen | McLaren-Mercedes | 1 min 21 s 410 | 0 s 429 |
| 4   | Lewis Hamilton    | McLaren-Mercedes | 1 min 21 s 535 | 0 s 554 |
| 5   | Fernando Alonso   | Renault          | 1 min 21 s 802 | 0 s 821 |
| 6   | Timo Glock        | Toyota           | 1 min 21 s 931 | 0 s 950 |

### Vendredi après-midi
| Pos | Pilote            | Écurie           | Chrono         | Écart   |
| --- | ----------------- | ---------------- | -------------- | ------- |
| 1   | Lewis Hamilton    | McLaren-Mercedes | 1 min 20 s 554 |         |
| 2   | Nelsinho Piquet   | Renault          | 1 min 20 s 748 | 0 s 194 |
| 3   | Heikki Kovalainen | McLaren-Mercedes | 1 min 20 s 760 | 0 s 206 |
| 4   | Fernando Alonso   | Renault          | 1 min 20 s 928 | 0 s 374 |
| 5   | Kimi Räikkönen    | Ferrari          | 1 min 21 s 009 | 0 s 455 |
| 6   | Felipe Massa      | Ferrari          | 1 min 21 s 010 | 0 s 456 |

### Samedi matin
| Pos | Pilote            | Écurie           | Chrono         | Écart   |
| --- | ----------------- | ---------------- | -------------- | ------- |
| 1   | Lewis Hamilton    | McLaren-Mercedes | 1 min 20 s 228 |         |
| 2   | Felipe Massa      | Ferrari          | 1 min 20 s 567 | 0 s 339 |
| 3   | Timo Glock        | Toyota           | 1 min 20 s 623 | 0 s 395 |
| 4   | Heikki Kovalainen | McLaren-Mercedes | 1 min 20 s 657 | 0 s 429 |
| 5   | Nelsinho Piquet   | Renault          | 1 min 20 s 917 | 0 s 689 |
| 6   | Nick Heidfeld     | BMW Sauber       | 1 min 21 s 096 | 0 s 868 |

## Grille de départ
| Pos | Pilote               | Écurie              | Qualifications 1 | Qualifications 2 | Qualifications 3 |
| --- | -------------------- | ------------------- | ---------------- | ---------------- | ---------------- |
| 1   | Lewis Hamilton       | McLaren-Mercedes    | 1 min 19 s 376   | 1 min 19 s 473   | 1 min 20 s 899   |
| 2   | Heikki Kovalainen    | McLaren-Mercedes    | 1 min 19 s 945   | 1 min 19 s 480   | 1 min 21 s 140   |
| 3   | Felipe Massa         | Ferrari             | 1 min 19 s 578   | 1 min 19 s 068   | 1 min 21 s 191   |
| 4   | Robert Kubica        | BMW Sauber          | 1 min 20 s 053   | 1 min 19 s 776   | 1 min 21 s 281   |
| 5   | Timo Glock           | Toyota              | 1 min 19 s 980   | 1 min 19 s 246   | 1 min 21 s 326   |
| 6   | Kimi Räikkönen       | Ferrari             | 1 min 20 s 006   | 1 min 19 s 546   | 1 min 21 s 516   |
| 7   | Fernando Alonso      | Renault             | 1 min 20 s 229   | 1 min 19 s 816   | 1 min 21 s 698   |
| 8   | Mark Webber          | Red Bull-Renault    | 1 min 20 s 073   | 1 min 20 s 046   | 1 min 21 s 732   |
| 9   | Jarno Trulli         | Toyota              | 1 min 19 s 942   | 1 min 19 s 486   | 1 min 21 s 767   |
| 10  | Nelsinho Piquet      | Renault             | 1 min 20 s 583   | 1 min 20 s 131   | 1 min 22 s 371   |
| 11  | Sebastian Vettel     | Toro Rosso-Ferrari  | 1 min 20 s 157   | 1 min 20 s 144   |                  |
| 12  | Jenson Button        | Honda               | 1 min 20 s 888   | 1 min 20 s 332   |                  |
| 13  | David Coulthard      | Red Bull-Renault    | 1 min 20 s 505   | 1 min 20 s 502   |                  |
| 14  | Nico Rosberg         | Williams-Toyota     | 1 min 20 s 748   | pas de temps     |                  |
| 15  | Nick Heidfeld        | BMW Sauber          | 1 min 21 s 045   |                  |                  |
| 16  | Kazuki Nakajima      | Williams-Toyota     | 1 min 21 s 085   |                  |                  |
| 17  | Rubens Barrichello   | Honda               | 1 min 21 s 332   |                  |                  |
| 18  | Giancarlo Fisichella | Force India-Ferrari | 1 min 21 s 670   |                  |                  |
| 19  | Sébastien Bourdais   | Toro Rosso-Ferrari  | 1 min 20 s 640   | 1 min 20 s 963   |                  |
| 20  | Adrian Sutil         | Force India-Ferrari | 1 min 22 s 113   |                  |                  |

- Note : Initialement qualifié en 14e position, Sébastien Bourdais a été rétrogradé de 5 places pour avoir gêné Nick Heidfeld en Q1[1].

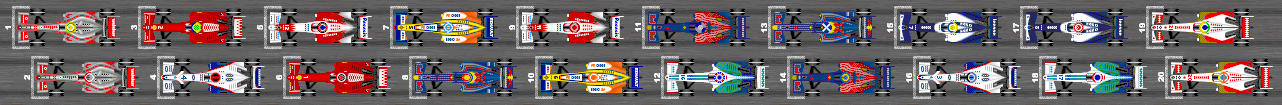
La grille de départ du Grand Prix (avant la pénalité de Sébastien Bourdais)

## Course

### Déroulement de l'épreuve
Alors que les pilotes McLaren monopolisent la première ligne, Felipe Massa, réalise le meilleur envol et déborde d'emblée les flèches d'argent. Timo Glock, qualifié en 5e position l'imite et prend le meilleur sur Robert Kubica de même qu'Alonso qui déborde Kimi Räikkönen. 
Massa et Hamilton creusent peu à peu l'écart alors que les ravitaillements aux stands se profilent. Ceux-ci seront mouvementés pour Sébastien Bourdais, Rubens Barrichello et Kazuki Nakajima dont les monoplaces frôlent l'incendie et fatal pour Kubica qui perd trois places. 
Le tournant de la course a lieu au 40e tour lorsqu'Hamilton, toujours second, crève et doit effectuer un tour complet avant de regagner son stand. Massa semble avoir course gagnée et précède Heikki Kovalainen et Glock. A trois tours du but, il est contraint à l'abandon sur casse moteur, ce qui permet à Kovalainen de décrocher la première victoire de sa carrière. 
Glock décroche quant à lui son premier podium, Räikkönen sauvant l'honneur de la Scuderia à la 3e place. Alonso termine 4e devant Hamilton qui sauve quelques points, Nelsinho Piquet, Trulli et Kubica.

### Classement de la course

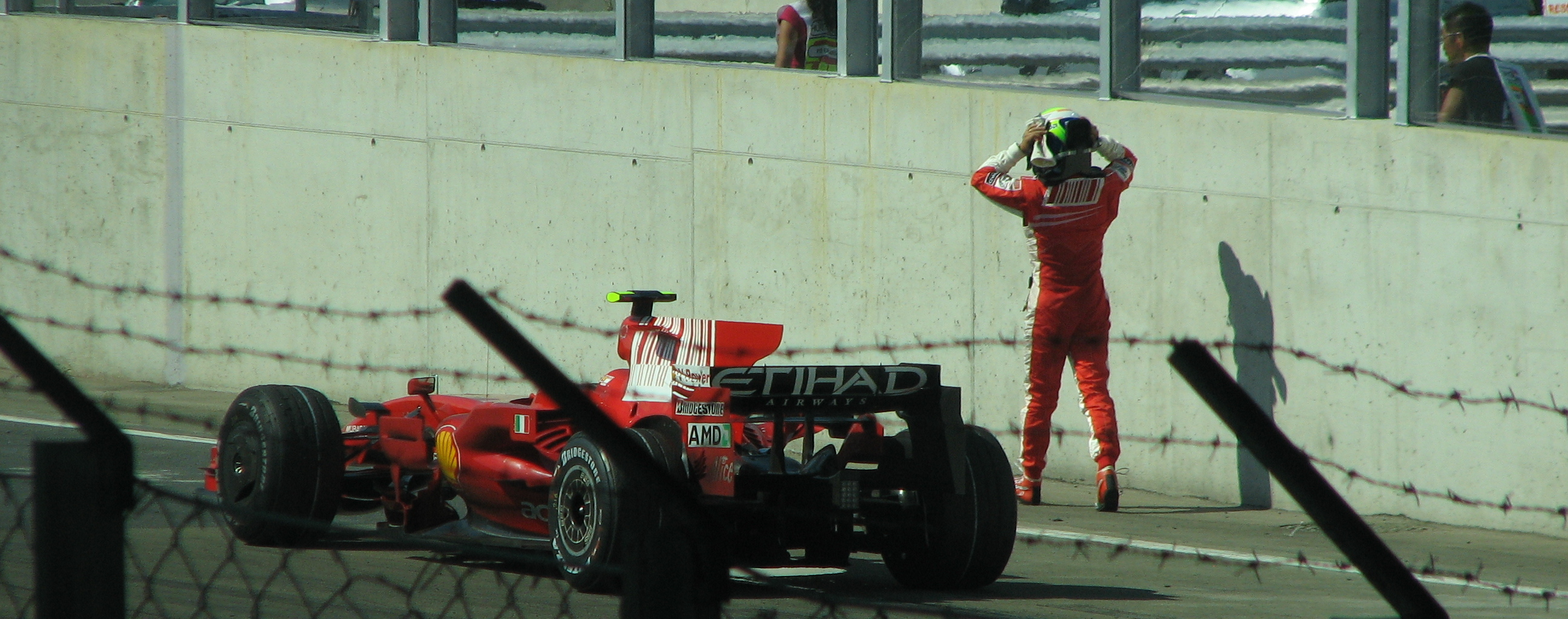
Felipe Massa abandonne sur rupture moteur

| Pos  | No | Pilote               | Écurie              | Tours | Temps/Abandon                      | Grille | Points |
| ---- | -- | -------------------- | ------------------- | ----- | ---------------------------------- | ------ | ------ |
| 1    | 23 | Heikki Kovalainen    | McLaren-Mercedes    | 70    | 1 h 37 min 27 s 067 (188,810 km/h) | 2      | 10     |
| 2    | 12 | Timo Glock           | Toyota              | 70    | + 11 s 061                         | 5      | 8      |
| 3    | 1  | Kimi Räikkönen       | Ferrari             | 70    | + 16 s 856                         | 6      | 6      |
| 4    | 5  | Fernando Alonso      | Renault             | 70    | + 21 s 614                         | 7      | 5      |
| 5    | 22 | Lewis Hamilton       | McLaren-Mercedes    | 70    | + 23 s 048                         | 1      | 4      |
| 6    | 6  | Nelsinho Piquet      | Renault             | 70    | + 32 s 298                         | 10     | 3      |
| 7    | 11 | Jarno Trulli         | Toyota              | 70    | + 36 s 449                         | 9      | 2      |
| 8    | 4  | Robert Kubica        | BMW Sauber          | 70    | + 48 s 321                         | 4      | 1      |
| 9    | 10 | Mark Webber          | Red Bull-Renault    | 70    | + 58 s 834                         | 8      |        |
| 10   | 3  | Nick Heidfeld        | BMW Sauber          | 70    | + 1 min 07 s 709                   | 15     |        |
| 11   | 9  | David Coulthard      | Red Bull-Renault    | 70    | + 1 min 10 s 407                   | 13     |        |
| 12   | 16 | Jenson Button        | Honda               | 69    | + 1 tour                           | 12     |        |
| 13   | 8  | Kazuki Nakajima      | Williams-Toyota     | 69    | + 1 tour                           | 16     |        |
| 14   | 7  | Nico Rosberg         | Williams-Toyota     | 69    | + 1 tour                           | 14     |        |
| 15   | 21 | Giancarlo Fisichella | Force India-Ferrari | 69    | + 1 tour                           | 18     |        |
| 16   | 17 | Rubens Barrichello   | Honda               | 68    | + 2 tours                          | 17     |        |
| 17   | 2  | Felipe Massa         | Ferrari             | 67    | Moteur                             | 3      |        |
| 18   | 14 | Sébastien Bourdais   | Toro Rosso-Ferrari  | 67    | + 3 tours                          | 19     |        |
| Abd. | 20 | Adrian Sutil         | Force India-Ferrari | 62    | Freins                             | 20     |        |
| Abd. | 15 | Sebastian Vettel     | Toro Rosso-Ferrari  | 22    | Surchauffe                         | 11     |        |

### Pole position et record du tour
- Pole position :  Lewis Hamilton (McLaren-Mercedes) en 1 min 20 s 899 (194,954 km/h). Le meilleur temps des qualifications a quant à lui été établi par Felipe Massa lors de la Q2 en 1 min 19 s 068. Il établit ainsi le nouveau record du circuit.
- Meilleur tour en course :  Kimi Räikkönen (Ferrari) en 1 min 21 s 195 (194,244 km/h) au soixante-et-unième tour.

### Tours en tête
- Felipe Massa (Ferrari) : 60 tours (1-18 / 22-44 / 49-67).
- Lewis Hamilton (McLaren-Mercedes) : 1 tour (19).
- Heikki Kovalainen (McLaren-Mercedes) : 9 tours (20-21 / 45-48 / 68-70).

## Classements généraux à l'issue de la course
| Pos | Pilote               | Écurie              | Points |
| --- | -------------------- | ------------------- | ------ |
| 1   | Lewis Hamilton       | McLaren-Mercedes    | 62     |
| 2   | Kimi Räikkönen       | Ferrari             | 57     |
| 3   | Felipe Massa         | Ferrari             | 54     |
| 4   | Robert Kubica        | BMW Sauber          | 49     |
| 5   | Nick Heidfeld        | BMW Sauber          | 41     |
| 6   | Heikki Kovalainen    | McLaren-Mercedes    | 38     |
| 7   | Jarno Trulli         | Toyota              | 22     |
| 8   | Fernando Alonso      | Renault             | 18     |
| 9   | Mark Webber          | Red Bull-Renault    | 18     |
| 10  | Timo Glock           | Toyota              | 13     |
| 11  | Nelsinho Piquet      | Renault             | 13     |
| 12  | Rubens Barrichello   | Honda               | 11     |
| 13  | Nico Rosberg         | Williams-Toyota     | 8      |
| 14  | Kazuki Nakajima      | Williams-Toyota     | 8      |
| 15  | David Coulthard      | Red Bull-Renault    | 6      |
| 16  | Sebastian Vettel     | Toro Rosso-Ferrari  | 6      |
| 17  | Jenson Button        | Honda               | 3      |
| 18  | Sébastien Bourdais   | Toro Rosso-Ferrari  | 2      |
| 19  | Giancarlo Fisichella | Force India-Ferrari | 0      |
| 20  | Adrian Sutil         | Force India-Ferrari | 0      |
| 21  | Takuma Satō          | Super Aguri-Honda   | 0      |
| 22  | Anthony Davidson     | Super Aguri-Honda   | 0      |

| Pos | Écurie              | Points |
| --- | ------------------- | ------ |
| 1   | Ferrari             | 111    |
| 2   | McLaren-Mercedes    | 100    |
| 3   | BMW Sauber          | 90     |
| 4   | Toyota              | 35     |
| 5   | Renault             | 31     |
| 6   | Red Bull-Renault    | 24     |
| 7   | Williams-Toyota     | 16     |
| 8   | Honda               | 14     |
| 9   | Toro Rosso-Ferrari  | 8      |
| 10  | Force India-Ferrari | 0      |
| 11  | Super Aguri-Honda   | 0      |

## Statistiques
- 10e pole position de sa carrière pour Lewis Hamilton.
- 1re victoire de sa carrière pour Heikki Kovalainen.
- 161e victoire pour McLaren en tant que constructeur.
- 66e victoire pour Mercedes en tant que motoriste.
- 1er podium de sa carrière pour Timo Glock, second de l'épreuve.
- Heikki Kovalainen devient le 100e vainqueur de Grand Prix de l'histoire de la Formule 1.
- Renault, grâce à la 4e place de Fernando Alonso et la 6e de Nelsinho Piquet, passe la barre des 1000  points inscrits en championnat du monde (1007 points).
- Lors de la seconde session de qualifications, Felipe Massa bat le record du circuit en 1 min 19 s 068.